# Prix Henri Desmontils
Prix Henri Desmontils är ett montélopp för fem-tioåriga hingstar, valacker och ston som äger rum i mars på Hippodrome de Vincennes i Paris i Frankrike. Det är sedan 2024 ett Grupp 1-lopp, man måste minst ha sprungit in 54 000 euro för att få starta.
Loppet rids över 3000 meter på stora banan på Vincennes, med voltstart. Den samlade prissumman är 200 000 euro, och 108 000 euro i första pris.

## Vinnare
| År   | Häst               | Efter             | Kusk              | Tränare               | Tid    |
| ---- | ------------------ | ----------------- | ----------------- | --------------------- | ------ |
| 2025 | Hirondelle du Rib  | Rolling d'Héripré | Noé Perron        | Joël Hallais          | 1'11"8 |
| 2024 | Édition Gema       | Prince Géde       | Guillaume Martin  | Marc Sassier          | 1'13"4 |
| 2023 | Granvillaise Bleue | Jag de Bellouet   | Camille Levesque  | Pierre Levesque       | 1'12"6 |
| 2022 | Clegs des Champs   | Legs du Clos      | David Thomain     | Thierry Raffegeau     | 1'12"2 |
| 2021 | Clegs des Champs   | Legs du Clos      | David Thomain     | Thierry Raffegeau     | 1'12"2 |
| 2020 | Évangelina Blue    | Speedy Blue       | Mathieu Mottier   | Jean Philippe Mary    | 1'14"2 |
| 2019 | Clegs des Champs   | Legs du Clos      | David Thomain     | Thierry Raffegeau     | 1'13"9 |
| 2018 | Arlington Dream    | Ready Cash        | Yoann Lebourgeois | Philippe Allaire      | 1'13"2 |
| 2017 | Arlington Dream    | Ready Cash        | Yoann Lebourgeois | Philippe Allaire      | 1'14"4 |
| 2016 | Attentionally      | Jasmin de Flore   | David Thomain     | Paul Viel             | 1'13"7 |
| 2015 | Uppercut de Manche | Neutron du Cebe   | Damien Bonne      | Thierry Raffegeau     | 1'13"7 |
| 2014 | Quarry Bay         | Cygnus d'Odyssee  | Camille Levesque  | Mike Lenders          | 1'12"8 |
| 2013 | Pluto du Vivier    | Extreme Dream     | Matthieu Abrivard | Jean Christophe Sorel | 1'12"9 |
| 2012 | Roi du Lupin       | Fleuron Perrine   | Anthony Barrier   | Jean Paul Marmion     | 1'13"4 |
| 2011 | Quemeu d'Ecublei   | Jet Fortuna       | Jonathan Carré    | Frederic Prat         | 1'13"8 |
| 2010 | Quemeu d'Ecublei   | Jet Fortuna       | Jonathan Carré    | Frederic Prat         | 1'13"4 |
| 2009 | Negre du Digeon    | Urfist des Pres   | Antoine Wiels     | Matthieu Abrivard     | 1'14"1 |
| 2008 | Negre du Digeon    | Urfist des Pres   | Matthieu Abrivard | Loic Desire Abrivard  | 1'13"4 |